# Benjamin Straßburger
Benjamin Straßburger (* 1985 in Hamburg) ist ein deutscher Rechtswissenschaftler.

## Leben
Nach dem Abitur 2003 am Main-Taunus-Gymnasium in Hofheim am Taunus studierte er von 2003 bis 2008 Rechtswissenschaft an der Universität Mainz (Abschluss: erste juristische Prüfung). Nach dem juristischen Vorbereitungsdienst (2011–2013) im Bezirk des Oberlandesgerichts Koblenz mit Stationen u. a. in Kapstadt (Südafrika) und am Bundesverfassungsgericht in Karlsruhe legte er die zweite juristische Staatsprüfung ab. Nach der Promotion 2012 zum Dr. iur. in Mainz bei Hanno Kube und Dieter Dörr war er von 2014 bis 2020 Akademischer Rat auf Zeit am Institut für Finanz- und Steuerrecht der Ruprecht-Karls-Universität Heidelberg. Nach der Habilitation 2020 an der Ruprecht-Karls-Universität Heidelberg bei Hanno Kube und Bernd Grzeszick (Venia legendi für die Fächer Öffentliches Recht, Europarecht, Finanz- und Steuerrecht und Verfassungstheorie) ist er seit 2020 Universitätsprofessor für Öffentliches Recht, Finanz- und Steuerrecht sowie Verfassungstheorie (W3) an der Universität Mannheim.
Zu den Schwerpunkten seiner Forschung zählen das deutsche und europäische Finanz-, Steuer- und Verfassungsrecht unter Einschluss der theoretischen Grundlagen.

## Schriften (Auswahl)
- Die Dogmatik der EU-Grundfreiheiten: Konkretisiert anhand des nationalen Rechts der Dividendenbesteuerung, Jus Internationale et Europaeum, Band 70, Mohr Siebeck Verlag, Tübingen 2012 (Dissertation Universität Mainz, 2012).
- Herrschaft als Auftrag: Der Verfassungsbegriff des demokratischen Konstitutionalismus und seine Bedeutung für die supranationale Integration Deutschlands, Jus Publicum, Band 313, Mohr Siebeck Verlag, Tübingen 2022 (Habilitationsschrift Universität Heidelberg, 2020).